# Dungarpur (ort i Indien, Gujarat)
Dungarpur är en ort i Indien.   Den ligger i distriktet Bhāvnagar och delstaten Gujarat, i den västra delen av landet, 1 000 km sydväst om huvudstaden New Delhi. Dungarpur ligger 139 meter över havet och antalet invånare är 6 105.
Terrängen runt Dungarpur är platt. Runt Dungarpur är det tätbefolkat, med 286 invånare per kvadratkilometer. Det finns inga andra samhällen i närheten. Trakten runt Dungarpur består till största delen av jordbruksmark.